# Finistère
Finistère là một tỉnh của Pháp, thuộc vùng hành chính Bretagne, tỉnh lỵ Quimper, bao gồm 3 quận với các quận lỵ còn lại là: Brest, Châteaulin và Morlaix.